# Lucy Briers
Pour les articles homonymes, voir Briers.
Lucy Briers, née le 19 août 1967 à Hammersmith, est une actrice britannique.

## Famille
Elle grandit dans l'ouest londonien, à Chiswick. Fille de deux acteurs, Richard Briers et Ann Davies, elle baigne dans le monde du théâtre, comme sa sœur aînée, Kate. Diplômée de la Bristol Old Vic Theater School en 1991, elle préfère le théâtre, où elle joue régulièrement, à la télévision. Elle épouse l'acteur et producteur Simon Cox, en 1995, et vit dans le nord de Londres.

## Carrière
Attirée très jeune par le théâtre, elle devient actrice professionnelle à la sortie de la Bristol Old Vic Theater School en 1991. Elle joue dans des grandes pièces du répertoire classique : Goldoni (Les Deux Jumeaux vénitiens) , Shakespeare (La Tempête, Othello, Comme il vous plaira , Le Conte d'hiver),  Molière (Dom Juan), mais aussi des œuvres contemporaines (Cloud Nine, en 2004) et de nombreux téléfilms. 
Elle reçoit encore des courriels d'admirateurs de Red Dwarf (elle joua Harrison dans la 5e saison en 1992), mais son rôle le plus marquant fut en 1995 celui de Mary Bennet, la seule des filles Bennet qui n'était pas jolie, et se piquait de philosophie dans Orgueil et Préjugés de Simon Langton. Elle a apprécié avoir l'impression de former un groupe soudé, pendant les cinq mois de tournage, comme dans une compagnie théâtrale. Elle a accepté d'être enlaidie : les oreilles un peu décollées bien visibles, les cheveux rendus graisseux, le visage boutonneux et les vêtements peu seyants. La popularité de cette œuvre inspira une pièce radiophonique Mary, Mary en 2001, où elle reprend le rôle de Mary Bennet : L'histoire est racontée du point de vue de Mary, qui est persuadée que tous les messieurs, même Darcy et Bingley, sont amoureux d'elle.